# Ioannis
 (novembre 2023).
Ioánnis (Ιωάννης) ou Ioannis est le prénom grec équivalent à Jean. Il peut être abrégé en Giannis ou Yannis (Γιάννης).
Pour les personnalités portant ce prénom, voir :
- Tous les articles commençant par « Ioannis »
- Tous les articles commençant par « Ioánnis »

Agios Ioannis (Άγιος Ιωάννης) - signifiant littéralement Saint-Jean - est un toponyme courant, ainsi qu'un nom porté par certaines églises.
- Tous les articles commençant par « Ágios Ioánnis »